# خوزه نووا
خوزه نووا (انگلیسی: Novoa؛ زادهٔ ۱ ژانویهٔ ۱۹۴۴) بازیکن سابق فوتبال اهل اسپانیا است که در پست مهاجم و سرمربی بازی می‌کرد.